# Giovanni Luigi Marescotti
Giovanni Luigi Marescotti (falecido em 1587) foi um prelado católico romano que serviu como bispo de Strongoli (1585–1587).

## Biografia
No dia 14 de janeiro de 1585, Giovanni Luigi Marescotti foi nomeado pelo Papa Gregório XIII Bispo de Strongoli. Serviu como Bispo de Strongoli até à sua morte em 1587.